# Lithodora hispidula
Lithodora hispidula är en strävbladig växtart. Lithodora hispidula ingår i släktet Lithodora och familjen strävbladiga växter.

## Underarter
Arten delas in i följande underarter:
- L. h. cyrenaica
- L. h. hispidula
- L. h. versicolor